# Județul Storojineț (interbelic)
Județul Storojineț a fost o unitate administrativă de ordinul întâi din Regatul României, aflată în regiunea istorică Bucovina. Reședința județului era orașul Storojineț.

## Întindere

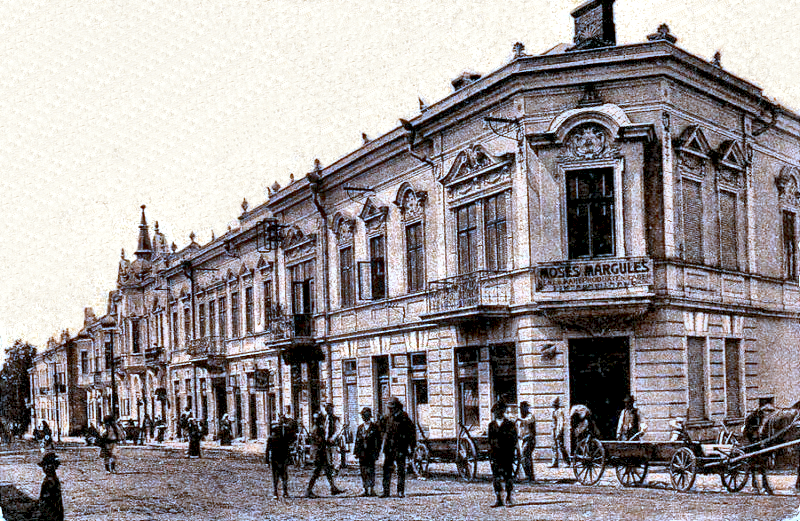
Vedere din centrul orașului Storojineț de la începutul secolului al XX-lea. Storojineț era reședința județului omonim în perioada interbelică.

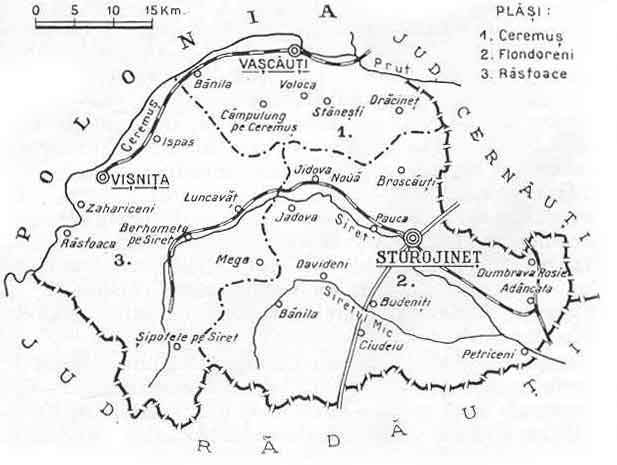
Harta județului, cu dispunerea și denumirea plășilor, în anul 1938.

Județul se afla în partea de nord a României Mari, în nordul regiunii Bucovina, la granița cu Polonia, iar actualmente teritoriul lui este în totalitate în Ucraina. Se învecina la nord-est și est cu județul Cernăuți, la sud și sud-vest cu județul Rădăuți, iar la nord-vest și nord cu Polonia.

## Organizare
Teritoriul județului era împărțit în trei plăși:
1. Plasa Ceremuș (cu reședința în orașul Vășcăuți sau Vășcăuți-pe-Ceremuș),
2. Plasa Flondoreni (cu reședința în orașul Storojineț) și
3. Plasa Răstoace (cu reședința în orașul Vijnița).

## Populație
Conform datelor recensământului din 1930 populația județului era de 169.894 de locuitori, dintre care 45,5% ucraineni, 33,9% români, 9,0% evrei, 5,3% germani, 4,7% poloni ș.a. Din punct de vedere confesional, marea majoritate a locuitorilor erau ortodocși (78,1%), urmați de mozaici (9,1%), romano-catolici (de asemenea 9,1%), greco-catolici (1,9%) ș.a.

### Mediul urban
Populația urbană a județului era de 18.830 locuitori, dintre care 31,9% evrei, 31,2% ucraineni, 20,2% români, 10,7% poloni, 4,2% germani, 1,5% ruși ș.a. Din punct de vedere confesional locuitorii orașelor s-au declarat în majoritate ortodocși (46,2%), urmați de mozaici (31,9%), romano-catolici (14,1%), greco-catolici (6,3%), lutherani (1,2%) ș.a.
În anul 1930, localitățile urbane ale județului aveau următoarea populație: Storojineț – 8.695 locuitori, Vășcăuți – 6.336 locuitori, Vijnița – 3.799 locuitori.

## Materiale documentare

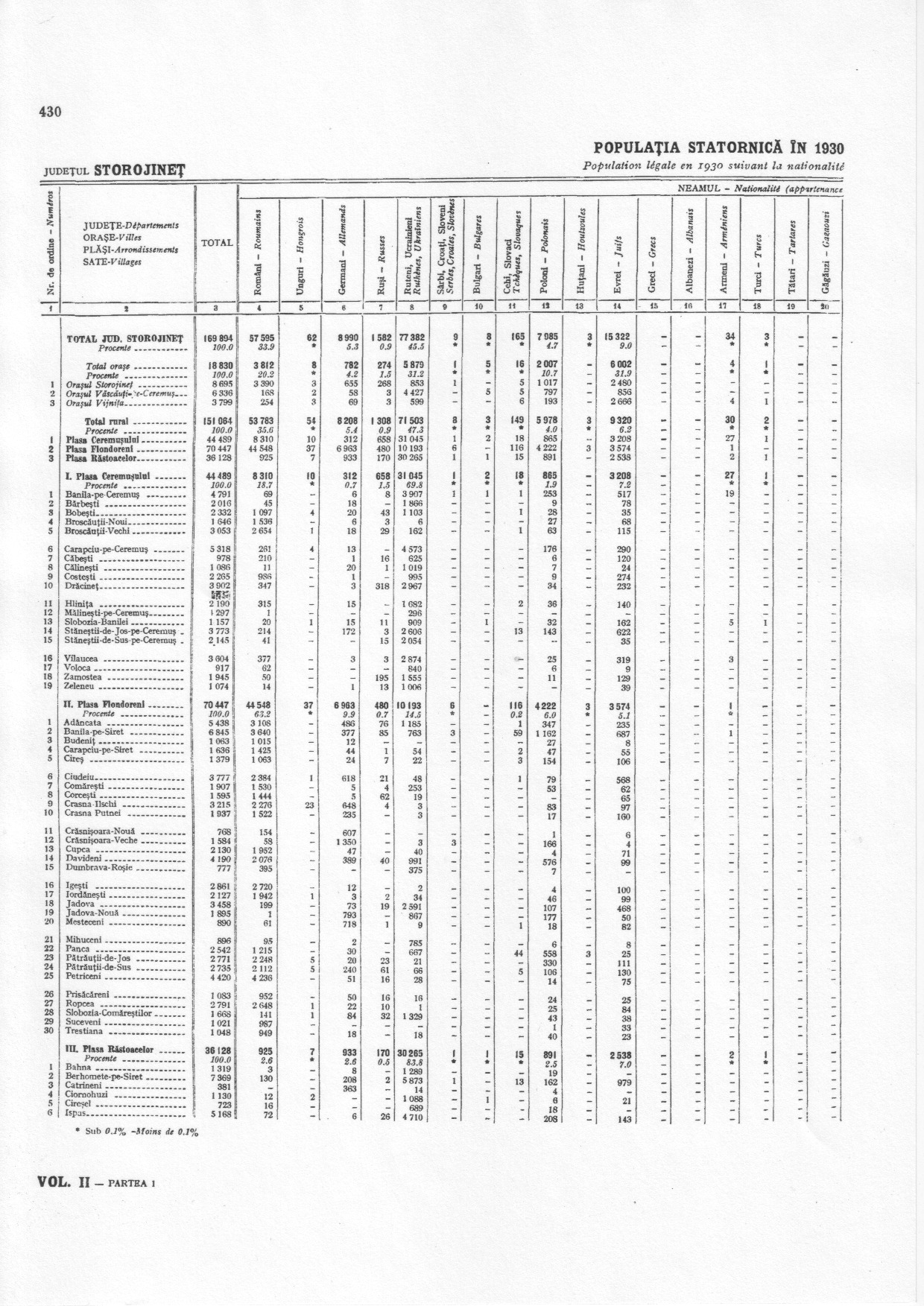
Populația județului în anul 1930, după etnie și limbă maternă
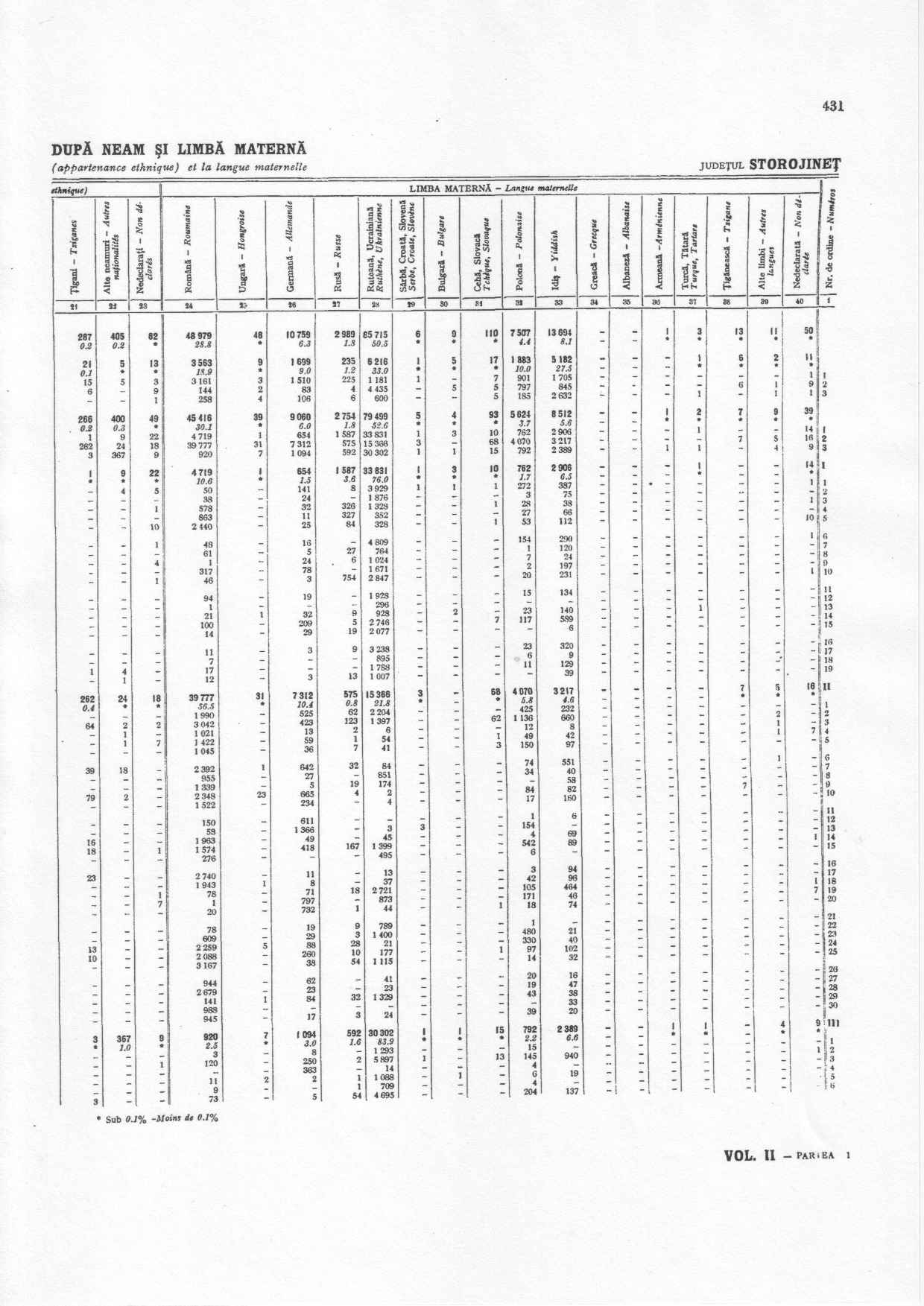
Populația județului în anul 1930, după etnie și limbă maternă
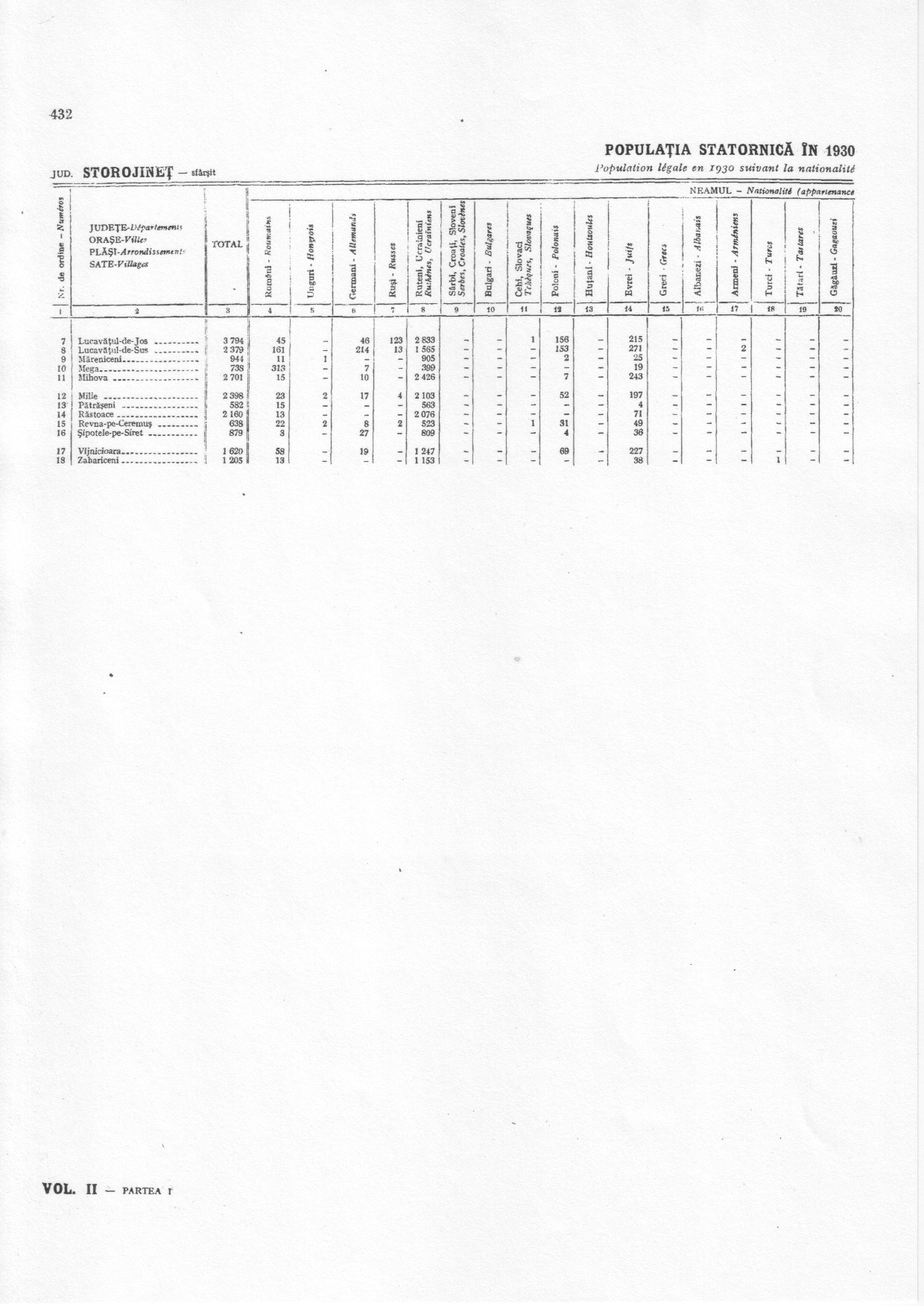
Populația județului în anul 1930, după etnie și limbă maternă
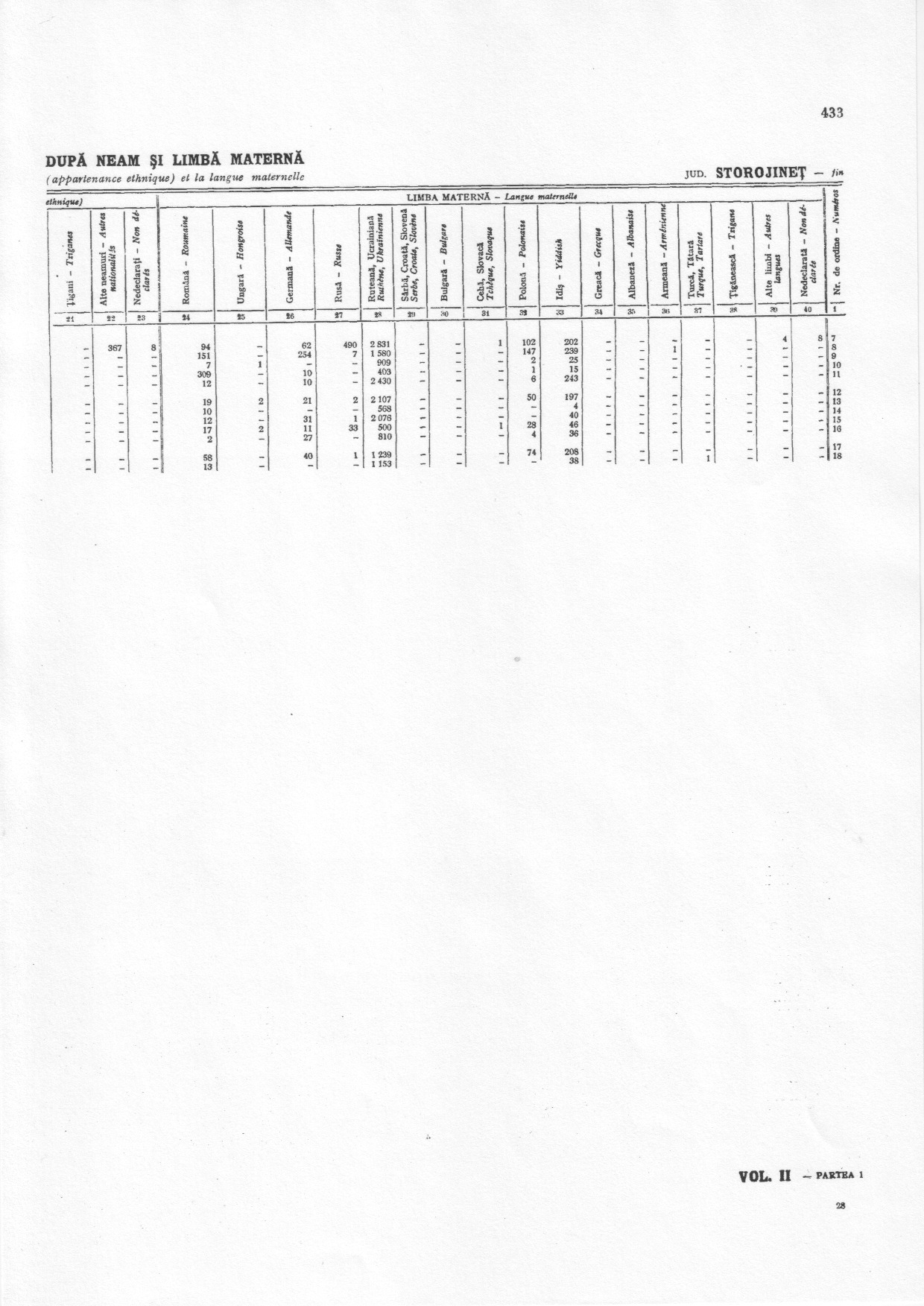
Populația județului în anul 1930, după etnie și limbă maternă
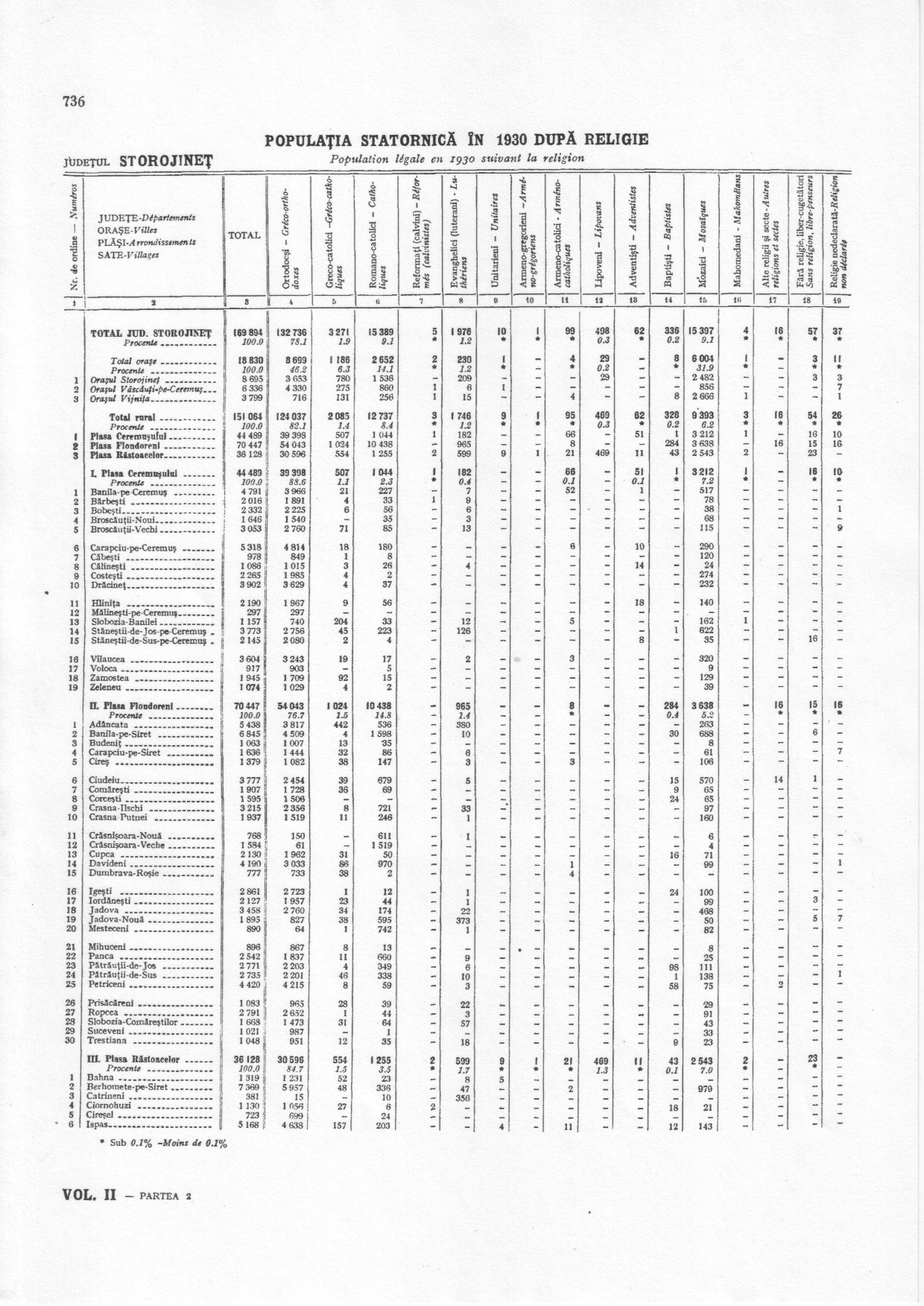
Populația județului în anul 1930, după religie
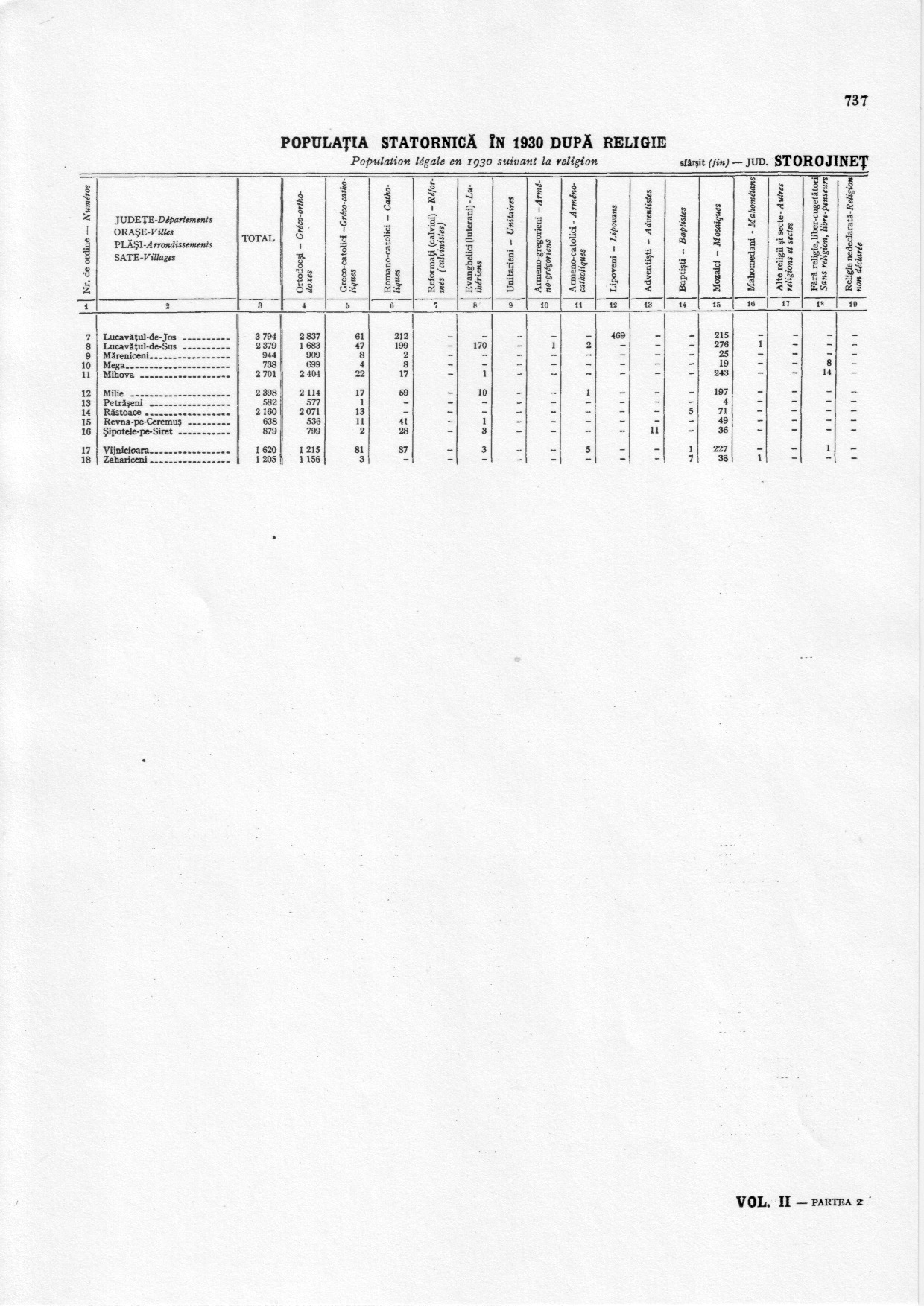
Populația județului în anul 1930, după religie